# Цветочинское сельское поселение
Цветочинское се́льское поселе́ние — муниципальное образование в Русско-Полянском районе Омской области Российской Федерации.
Административный центр — село Цветочное.

## История
Статус и границы сельского поселения установлены Законом Омской области от 30 июля 2004 года № 548-ОЗ «О границах и статусе муниципальных образований Омской области».

## Население
| 2010  | 2011  | 2012  | 2013  | 2014  | 2015  | 2016  |
| ----- | ----- | ----- | ----- | ----- | ----- | ----- |
| 1218  | ↘1214 | ↘1200 | ↗1208 | ↘1199 | ↘1162 | ↘1115 |
| 2017  | 2018  | 2019  | 2020  | 2021  | 2023  |       |
| ↘1095 | ↘1039 | ↘1021 | ↘974  | ↘823  | ↘797  |       |

## Состав сельского поселения
| № | Населённый пункт | Тип населённого пункта       | Население |
| - | ---------------- | ---------------------------- | --------- |
| 1 | Цветочное        | село, административный центр | ↘797      |